# Euxoa albiorbis
Euxoa albiorbis là một loài bướm đêm trong họ Noctuidae.